# Leptopteris fraseri
Leptopteris fraseri är en safsaväxtart som först beskrevs av William Jackson Hooker och Grev., och fick sitt nu gällande namn av Presl. Leptopteris fraseri ingår i släktet Leptopteris och familjen Osmundaceae. Inga underarter finns listade.